# Cephalozia venezuelana
Cephalozia venezuelana là một loài rêu trong họ Cephaloziaceae. Loài này được R.M. Schust. mô tả khoa học đầu tiên năm 1978.